# بیکوو (باشقیرستان)
بیکوو (انگلیسی: Bykovo, Republic of Bashkortostan) یک شهرک در شهرستان بلاگووشچنسکی باشقیرستان کشور روسیه است.